# سیارک ۲۵۶۱۱
سیارک ۲۵۶۱۱ (به انگلیسی: 25611 Mabellin، نامگذاری:2000AY20)۲۵۶۱۱مین سیارک کشف شده‌است که در ۰۳ ژانویه ۲۰۰۰ کشف شد.